# アン・ヘルム (女優)
アン・ヘルム（Anne Helm, 1938年9月12日 - ）は、カナダ出身の女優である。

## 出演作品

### 映画
- ナイトメアーワックス
- 俺の彼女は16トン
- 夢の渚
- 魔法の剣